# میمون دماغ‌سربالای سیاه
میمون دماغ‌سربالای سیاه (نام علمی: Rhinopithecus bieti) نام یک گونه از تیره میمون بر قدیم است.